# Leiocithara opalina
Leiocithara opalina é uma espécie de gastrópode do gênero Leiocithara, pertencente a família Mangeliidae.